# Aristolochia cretica
Aristolochia cretica Lam. – gatunek rośliny z rodziny kokornakowatych (Aristolochiaceae Juss.). Występuje naturalnie na greckich wyspach: Kreta, Karpatos oraz Kasos.

## Morfologia
PokrójMałej lub średniej wielkości bylina pnąca i płożąca o owłosionych pędach.
LiścieMają nerkowaty lub trójkątnie owalny kształt. Osadzone są na ogonkach liściowych.
KwiatyMają kształt grubej, zakrzywionej tubki. Mają ciemnopurpurową barwę i 5–12 cm długości.

## Biologia i ekologia
Rośnie na terenach skalistych i w rzadkich zaroślach. Kwitnie od marca do kwietnia.